# ألان بيتر
ألان بيتر (بالإنجليزية: Alan Angus)‏ هو دراج أسترالي، ولد في 1913، وتوفي في سبتمبر 1988.